# Kriminalreporter Holm
Kriminalreporter Holm ist ein deutscher Kriminalfilm aus dem Jahre 1932 von Erich Engels mit Hermann Speelmans in der Titelrolle.

## Handlung
In einem ausgebuchten Hotel in den bayerischen Alpen absolviert gerade das Tanzpaar Carla Garden und Roberti ihren Auftritt, als der pensionierte Staatsanwalt Joe Miller aus Chicago mit seinem Sekretär Brown an einem Tisch Platz nimmt. Carla scheint beunruhigt, als sie Miller erblickt, und auch er scheint jemanden in der übervollen Bar ausgemacht zu haben, denn plötzlich steht er auf. Es fällt ein Schuss, und Staatsanwalt Miller bricht tödlich getroffen zusammen. Zufälligerweise ist vor Ort auch der Kriminalreporter der „Abendpost“, Peter Holm, anwesend. Er befindet sich derzeit auf Flitterwochen mit seiner jungen Gattin. Als Kriminalkommissar Peters die Untersuchung übernimmt, schließt sich Holm ihm sofort an. Der Mordverdacht fällt zunächst auf Millers Sekretär Brown, weil Roberti aussagt, dass dieser sofort nach dem Schuss die Örtlichkeit verlassen habe. Bald stellt sich heraus, dass der Tod des Beamten mit einer im Hotel begangenen Diebstahlserie zu tun haben könnte. Browns Zimmer wird durchsucht, jedoch ohne Anhaltspunkte zu finden.
Kriminalreporter Holm begeht daraufhin im Alleingang das Zimmer des verblichenen Staatsanwalts und stößt bei seiner Durchsuchung auf die Leiche des verschwundenen Brown. Als Holm ein Geräusch vernimmt, sieht er, wie sich außen am Fenster eine Hand festhält. Er eilt dorthin, kann den dazugehörigen Mann jedoch nicht halten, der daraufhin in die Tiefe entgleitet. Am darauf folgenden Morgen findet ein Hotelangestellter Holm gefesselt in seinem Zimmer auf. Auf seiner Brust heftet ein Zettel an, in dem eine Warnung ausgesprochen wird. Wieder auf seinen Beinen, verlässt Peter Holm seinen Raum und stößt dabei vor der Tür auf den ominösen Professor Cäsar Cicero Nebelthau, der offensichtlich an seiner Tür gelauscht hatte. Dieser Nebelthau scheint dem Wirken Holms außerordentlich viel Interesse entgegenzubringen. Eine Spur führt Holm in die Berge, doch sie führt ins Leere. Wieder zurück, kann Kriminalreporter Holm endlich den Täter stellen. Die Entlarvung birgt eine handfeste Überraschung.

## Produktionsnotizen
Kriminalreporter Holm entstand ab dem 15. Januar 1932 mit den Außenaufnahmen im Voralpenland von Garmisch-Partenkirchen und wurde mit den Studioaufnahmen Ende Februar bis Mitte März 1932 in Berlin-Johannisthal fortgesetzt. Der Film wurde am 15. April 1932 in Berlins Titania-Palast uraufgeführt.
Produzent Erich Engels übernahm auch die Produktionsleitung. Es spielten die Jazz-Harmonists, die Texte lieferte Arnold Lippschitz, der unter dem Pseudonym Erich Philippi auch das Drehbuch verfasste. Heinz Fenchel und Herbert Lippschitz schufen die Filmbauten. Komponist Heinz Letton übernahm auch die musikalische Leitung. Ernst Wilhelm Fiedler diente Bruno Mondi als Kameraassistent.

## Kritiken
Die Österreichische Film-Zeitung schrieb: „Der Film … lenkt den Verdacht des Zuschauers geschickt von einem zum anderen … das Publikum verfolgt die Handlung mit atemloser Spannung, die schließlich Lösung ist doch anders als vermutet ... Sehr ansprechend ist das Milieu eines eleganten Wintersporthotels gestaltet … Hermann Speelmans spielt den Kriminalreporter mit erfreulicher Vermeidung des Schablonenhaften, mit dem Humor eines großen Jungen, dem schließlich alles richtig gelingt.“